# Jack Sharkey
Joseph Paul Zukauskas, meglio conosciuto come Jake Sharkey (Binghamton, 26 ottobre 1902 – Beverly, 17 agosto 1994), è stato un pugile statunitense, soprannominato "The Boston Gob", fu Campione del mondo dei pesi massimi dal 1932 al 1933, quando fu sconfitto da Primo Carnera.

## Biografia

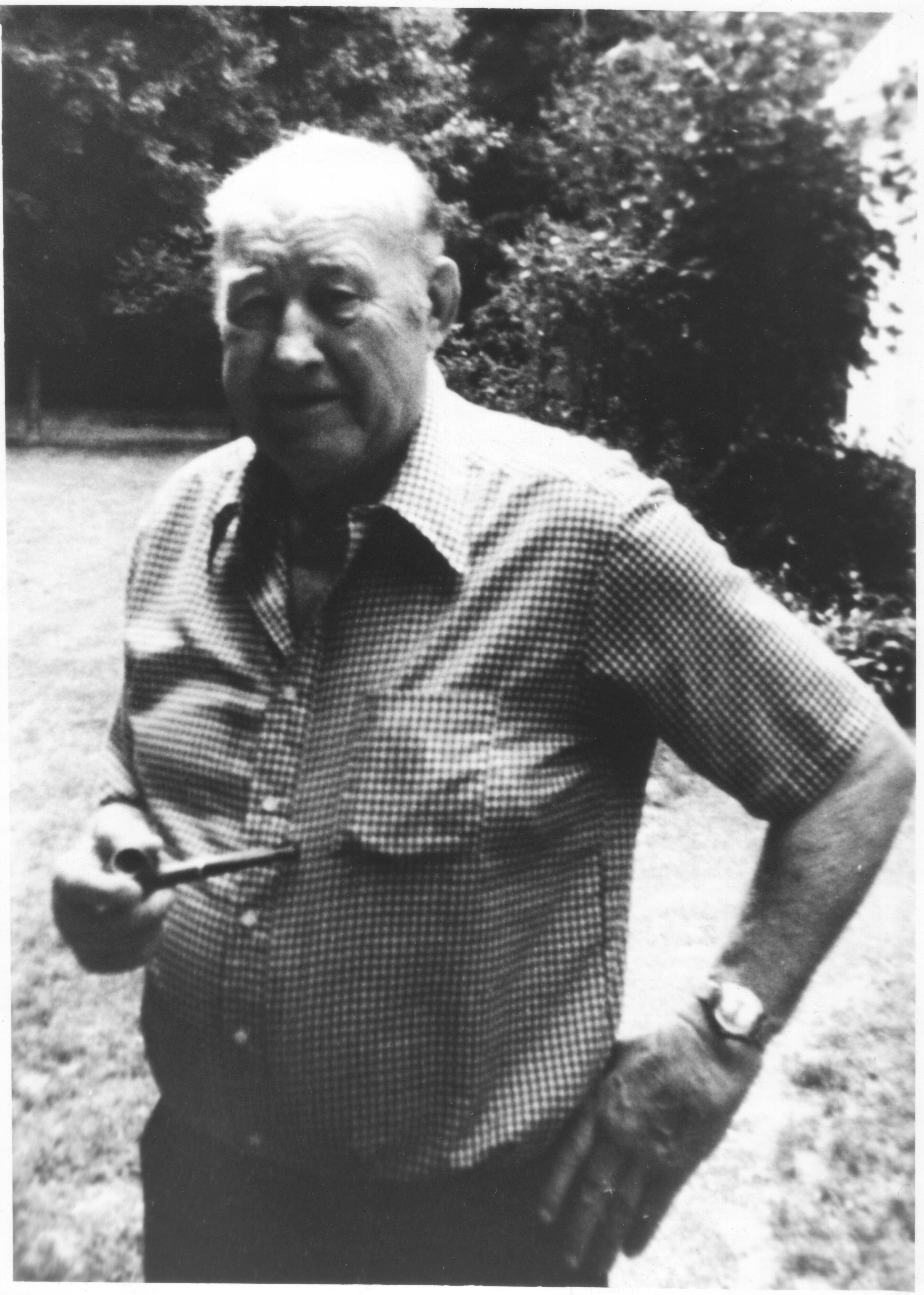
Jack Sharkey all'età di 78 anni

Nato nello stato di New York da una famiglia di origine lituana, Sharkey si trasferì a Boston ancora ragazzo. Professionista dal 29 gennaio 1924, nemmeno due anni dopo batté ai punti in 10 riprese il fortissimo George Godfrey. Il 21 luglio 1927 fu messo KO al settimo round dall'ex campione del mondo Jack Dempsey, nell'unico match di rodaggio da questi combattuto in vista della rivincita mondiale contro Gene Tunney. 
Il 27 febbraio 1929, Sharkey batté ai punti il forte Young Stribling a Miami Beach. Sette mesi dopo fu designato per contendere il titolo nordamericano dei pesi massimi a Tommy Loughran che aveva appena rinunciato a difendere la cintura mondiale dei pesi mediomassimi. Si aggiudicò il prestigioso titolo battendo il suo avversario per knock-out tecnico al terzo round. Grazie a questo successo, Sharkey poté contendere a Max Schmeling, il 12 febbraio 1930 allo Yankee Stadium di New York, il titolo mondiale dei massimi lasciato vacante da Tunney. Fu squalificato per aver colpito irregolarmente il tedesco alla quarta ripresa. 
In attesa di combattere la rivincita con Schmeling, il 22 luglio 1931 incontrò l'ex campione mondiale dei welter e dei pesi medi, Mickey Walker. Il risultato del match, conclusosi in parità, fu dichiarato Ring Magazine upsets of the year (sorpresa dell'anno) 1931.
Sharkey mise in palio il titolo nordamericano, il 12 ottobre 1931, all'Ebbet's Field di New York, contro l'astro nascente Primo Carnera. Il detentore martellò l'avversario per tutte le quindici riprese e lo spedì anche al tappeto sino al conto di otto. L'italiano, però, seppe rialzarsi e rimanere in piedi per il resto dell'incontro, finendo sconfitto solamente ai punti.
Conquistò finalmente il titolo dei massimi battendo il 21 giugno 1932 battendo Max Schmeling al Madison Square Garden di New York, per decisione non unanime ai punti. Grazie a tale vittoria fu riconosciuto Fighter of the year (pugile dell'anno) del 1932 dalla rivista statunitense Ring Magazine.
Successivamente mise in palio la corona mondiale contro Primo Carnera, che aveva messo KO Ernie Schaaf - di cui Sharkey era il procuratore - in una semifinale per la designazione dello sfidante. Trasportato privo di conoscenza all'ospedale, Schaaf sarebbe poi morto per emorragia cerebrale.
Il 29 giugno 1933, i due pugili si sfidarono al Madison Square Garden Bowl di New York, a Long Island, di fronte a 40 000 spettatori. Al peso, Primo Carnera accusò 118 kg; il campione in carica 91. Già nel primo round, il friuliano atterrò l'avversario, che si rialzò immediatamente, evitando il conteggio. L'incontro proseguì abbastanza equilibrato per altre cinque riprese. Al sesto round Carnera atterrò una seconda volta il detentore, che si rialzò e fu contato dall'arbitro. Subito dopo il pugile italiano colpì in pieno volto Jack Sharkey con un montante destro, mandandolo KO e strappandogli la cintura di Campione del mondo dei pesi massimi.
Nel prosieguo della sua carriera Sharkey incontrò nuovamente Tommy Loughran e poi il grandissimo Joe Louis, subendo due sconfitte. Quello con Louis fu il suo ultimo match.
È morto ultranovantenne a Beverly, Massachusetts, nel 1994 e fu sepolto nel Prospect Cemetery di Epping, New Hampshire. La International Boxing Hall of Fame lo ha ammesso fra i più grandi pugili di ogni tempo. Nel 1998 la rivista The Ring lo ha collocato al 28º posto in una propria classifica dei migliori pesi massimi della storia del pugilato.